# Enoploides suecicus
Enoploides suecicus är en rundmaskart. Enoploides suecicus ingår i släktet Enoploides, och familjen Enoplidae. Arten är reproducerande i Sverige.